# Hendrik Beyaert
Henri Jozef Frans Cassiers, noto anche come Henri (Courtrai, 29 luglio 1823 – Bruxelles, 22 gennaio 1894), è stato un architetto belga e figura di spicco dell'eclettismo. Ha usato molti neostili, incluso il neorinascimento fiammingo.

## Carriera
Beyaert era di discendenza molto umile. Per questo motivo ha dovuto guadagnarsi da vivere fin da giovanissimo. Inizialmente lui e la sua famiglia non potevano permettersi di finanziare studi superiori. All'età di 19 anni, Beyaert ha lavorato come impiegato di banca presso l'ufficio della Banca nazionale del Belgio a Courtrai. Trovò la sua professione poco indulgente e decise di lasciare la banca. Da sempre affascinato dall'architettura, trovò un posto di apprendista scalpellino nel cantiere della nuova stazione ferroviaria di Tournai, edificio che sarebbe stato sostituito decenni dopo da un progetto dello stesso Beyeart.
Nel 1842 il giovane si reca a Bruxelles dove tiene una piccola libreria per guadagnarsi da vivere e dove si iscrive all'Académie per frequentare i corsi di architettura. L'anno successivo conosce l'architetto Félix Janlet che crede nelle eccezionali qualità del giovane Beyaert e gli propone un lavoro nel suo studio. Grazie a questo lavoro e a una piccola borsa di studio concessagli dalla sua città natale, Courtrai, Beyaert poté completare i suoi studi di architettura presso l'Académie Royale des Beaux-Arts che completò nel 1846. All'Académie studiò con Tilman-François Suysda cui fu largamente influenzato durante i primi anni della sua carriera di architetto indipendente. Beyaert si allontanò gradualmente dallo stile neoclassico del suo maestro e iniziò a sperimentare uno stile neo-Luigi XVI nelle dimore che costruì lungo l'Avenue des Arts di Bruxelles e la Chaussée de Charleroi.
La sua prima commissione pubblica fu la sede del suo ex datore di lavoro, la "Banque Nationale de Belgique". Questa collaborazione con l'architetto Wynand Janssens ha portato a un sontuoso edificio neobarocco fortemente influenzato dal nuovo stile propagato a Parigi, noto come Secondo Impero. Il successo di critica che riscosse, insieme ai legami di Beyaert con il potente Partito Liberale, portò a molte altre commissioni, a cominciare dalla fontana De Brouckère (1866), ora in piazza Jan Palfijn, Laeken. Altre grandi opere seguirono in rapida successione. Nei suoi grandi progetti di ristrutturazione di edifici medievali, come la "Hallepoort" (o "Porte de Hal", vestigia delle fortificazioni medievali di Bruxelles) fu influenzato dall'architetto e teorico francese Viollet-le-Duc. Questa realizzazione svolse un ruolo importante nello sviluppo architettonico di Beyaert poiché lo rese consapevole dell'importanza e della bellezza degli stili architettonici locali del tardo medioevo e del primo rinascimento. Lo stile di Beyaert si spostò in gran parte sul cosiddetto "rinascimento fiammingo", che in parte sotto la sua influenza sarebbe diventato uno stile "nazionale" molto popolare nell'ultimo quarto del XIX secolo. Altre opere includevano l'edificio dell'Ufficio di Anversa della Banca nazionale del Belgio (1874-1879), costruito su un'intelligente pianta triangolare, la stazione ferroviaria di Tournai (1875-1879, danneggiata durante la seconda guerra mondiale) e la casa Kegeljan-Godin (1878-1880).) a Namur. Tutti avevano un sapore simile, vagamente rinascimentale o barocco fiammingo. Nel 1876, tuttavia, Beyaert negò pubblicamente di essere un partigiano del nascente movimento revival rinascimentale fiammingo in Belgio, sebbene i sostenitori di questo movimento avessero voluto allineare le sue creazioni alle proprie.

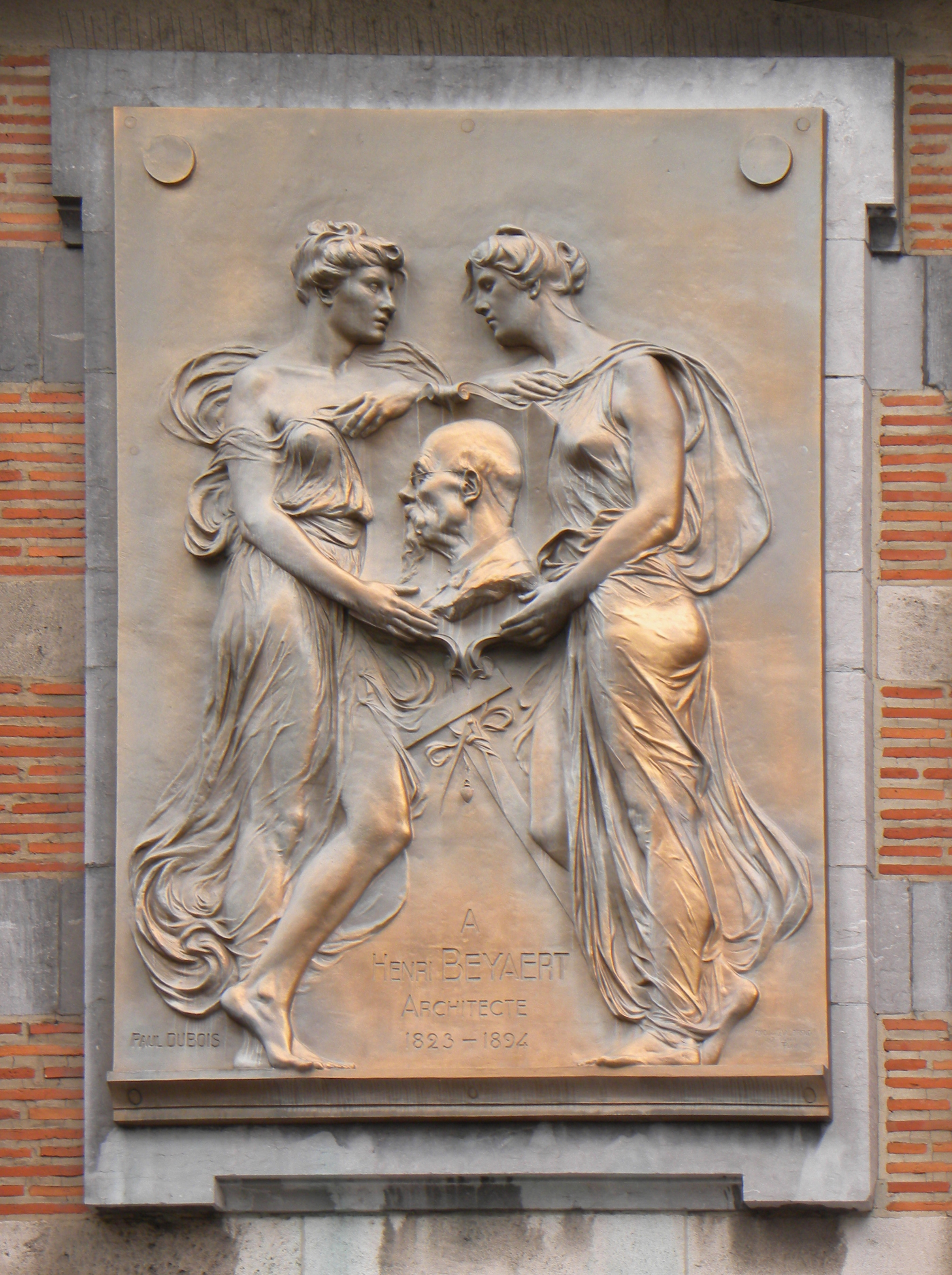
Hendrik Beyaert, 1823-1894. Bassorilievo di Paul Dubois, sulla parete laterale della Camera dei parlamentari in Hertogstraat a Bruxelles

Con la sua passione per lo studio e le novità - Beyaert possedeva una vasta biblioteca sulla storia dell'architettura e delle arti decorative - i suoi edifici si caricarono sempre più di ornamenti storici senza tuttavia mancare di una chiara base strutturale. In un concorso di architettura dopo la copertura dello Zenne, la "Maison des Chats/Kattenhuis" di Beyaert ha vinto il primo premio. Fu costruita lungo il nuovo viale centrale di Bruxelles e mostrava chiare affinità con le famose Guild Houses nella vicina Grand Place di Bruxelles . Beyaert progettò anche una serie di case di campagna, tra cui il "romantico" Château de Faulx-les-Tombes vicino a Namur (1872) che fu fortemente influenzato dal restauro di Viollet-le-Duc del Castello di Pierrefonds, e il rinascimentale neo-fiammingo, Castello di Wespelaar (1881-1887) nella provincia del Brabante. Sebbene fosse interessato alla pianificazione urbana sin dai primi anni 1860, riuscì a realizzare solo uno dei suoi progetti di design urbano: la Square du Petit Sablon (1880) a Bruxelles. Consiste in un piccolo parco su un sito a forma di trapezio, circondato da una recinzione in ferro battuto di design inventivo. La sua ultima realizzazione, a coronamento di un'impressionante carriera architettonica, è il Ministero delle Ferrovie, delle Poste, del Telegrafo e della Marina a Bruxelles. Questo progetto mostra la capacità di Beyaert di far fronte a una ricca decorazione senza attaccare l'integrità strutturale dell'edificio. Sebbene di carattere certamente revivalista, la sua architettura fortemente geometrica imitava solo lo spirito e raramente i dettagli dei modelli storici. I suoi dettagli erano molto originali. Facevano parte di un'architettura di spazio e di struttura piuttosto che di mero aspetto decorativo. In questo senso Beyaert sarebbe diventato determinante nella formazione di una nuova generazione di architetti, come Paul Hankar e Victor Horta, che avrebbe avuto un ruolo importante nell'evoluzione dell'architettura Art Nouveau.
Divenne membro della Accademia reale di scienze, lettere e belle arti del Belgio nel 1888.

## Elenco degli edifici
1. Commissioni private
- Dimora - Bruxelles, avenue des Arts, 26 (1851)
- Dimore - Bruxelles, chaussée de Charleroi, 5-7-9 (1858–1860)
- Castello di Faulx-les-Tombes (Château de Faulx-les-Tombes) (1865–1868, restauri e ampliamenti)
- Salles du Concert Noble - Bruxelles, rue d'Arlon, 82 (1870)
- Maison des Chats / Kattenhuis - Bruxelles, boulevard Adolphe Max, 1 (1874)
- Castello di Wespelaer (1881-1883) (demolito)
- Maison Kegeljan-Godin, Namur, (1880)
- Castello di Bornem o "Château Marnix de Sainte-Aldegonde", Bornem (1883–1894, restauri e ampliamenti)

2. Commissioni pubbliche e semipubbliche:
- Sede della Banca nazionale del Belgio, rue du Bois-Sauvage/Wildewoudstraat, Bruxelles, (1859–1867)
- Ufficio della Banca nazionale del Belgio, Berlaymontlaan, oggi Frankrijklei, Anversa , (1860–1878)
- Restauro e trasformazione in museo della "Hallepoort" / "Porte de Hal" (ex porta della città di Bruxelles) (1868–1871)
- Scuola a Soignies (1876-1877)
- Edificio per uffici della Banca nazionale del Belgio, Anversa (1875-1879)
- Stazione ferroviaria di Tournai (Gare et entrepôt des douanes) - Tournai (1874-1879)
- Chiesa Saint-Joseph des Tombes - Faulx-les-Tombes (1879–1882, decorazione di Paul Hankar)
- Square du Petit Sablon, Bruxelles (1879-1899)
- Palazzo della Nazione, ricostruzione e restauro, rue de la Loi/wetstraat, Bruxelles (1883–1886)
- Chiesa Saint-Martin, "Sint-Martinuskerk" - Everberg (1886–1894, restauro e ampliamento; decorazione Paul Hankar e Adolphe Crespin)
- Edificio per uffici della banca: Caisse Générale d'Epargne et de Retraite/Algemene spaar- en lijfrentekas - Bruxelles, wolvengracht/rue Fossé aux Loups (1890).
- Ministero delle Ferrovie, delle Poste, dei Telegrafi e della Marina, Bruxelles, rue de Louvain/Leuvensestraat (1890–1894).
- Fontana "De Brouckère", inaugurata nel 1866, Bruxelles, porte de Namur/Naamsepoort, nel 1957 trasferita a Laeken, place Jean Palfijn/Piazza Jan Palfijn.